# Cup Fever
Pour plus de détails, voir Fiche technique et Distribution.
Cup Fever est un film britannique réalisé par David Bracknell sorti en 1965. Les jeunes joueurs du club fictif de football de Barton United assistent à un entraînement de Manchester United où l'on peut notamment voir Matt Busby, Denis Law, George Best et Bobby Charlton.

## Synopsis
L'équipe de jeunes de Manchester de Barton United se dispute le titre du championnat local de football avec une équipe rivale.

## Fiche technique
- Titre : Cup Fever
- Réalisation : David Bracknell
- Scénario : David Bracknell
- Musique : Bill McGuffie
- Photographie : John Coquillon
- Montage : John Bloom
- Production : Roy Simpson
- Société de production : Century Film Productions Ltd.
- Pays :  Royaume-Uni
- Genre : Drame
- Durée : 63 minutes
- Dates de sortie : 
  -  Royaume-Uni : juillet 1965

## Distribution
- Bernard Cribbins : Policier
- Sonia Graham : Madame Davis
- Dermot Kelly : Bodger
- David Lodge : M. Bates
- Johnnie Wade : laitier
- Norman Rossington : chauffeur